# Unterer Tirichgletscher
Der Untere Tirichgletscher befindet sich im nördlichen Hindukusch in der pakistanischen Provinz Khyber Pakhtunkhwa.
Der Untere Tirichgletscher hat eine Länge von 18 km. Er strömt anfangs in östlicher, später in nördlicher und schließlich wieder in östlicher Richtung. Sein Nährgebiet befindet sich an der Nordflanke des 7708 m hohen Tirich Mir. Der Obere Tirichgletscher bildet einen linken Tributärgletscher des Unteren Tirichgletschers.